# カブトムシ (aikoの曲)
『カブトムシ』は、aikoのメジャー通算4作目のシングル。ポニーキャニオンから1999年11月17日に発売。

## 解説
- 前作「花火」から約3ヶ月ぶりのリリース。
- 本作の発売日に「aikoの@llnightnippon.com」の放送が始まった。
- 初回限定盤にカラートレイ仕様を採用したのはこの作品が初で、以後、現在までに発売された全てのシングル・アルバムの初回限定盤はカラートレイ仕様となっている[3]。また、初回限定盤は歌詞カードが3つ折り仕様で、両面にaikoの写真が印刷されている。ディスクレーベルはオレンジ色（通常盤は赤色）。
- 「カブトムシ」は、TBS『CDTV』1999年12月期エンディングテーマ、フジテレビ『ジョビれば!?』エンディングテーマとしてタイアップされた。aikoは「カブトムシは昆虫では1番強いとされる存在だが、甲羅1枚剥がすだけで柔らかくなって脆くなり、実は寂しい昆虫ではないか」と捉え、自分を守るためでもあるが虚勢を張って恋する自分をカブトムシにたとえて歌っている。また、当時、DJを担当していた「CDKTOP40」（エフエム大阪）の生放送終了後、自宅にて放送時のテンションのまま作り上げたことをライブ中のMCにて公表した。ちなみに、本来夏の虫であるカブトムシを、aikoが冬の虫だと思っていたため、冬の曲である[4]。また、元々はカップリングとして予定されていたが、プロデューサーの助言で表題曲となった。また、PVは「イメージスタジオ109」で撮影され、監督は大熊一成が務めた。2000年6月4日付の香港のFMラジオ局「CR-2」のリクエストチャートで1位を獲得した（日本人4組目）[5]。
- 「桃色」は、NTTドコモ『DoCoMo502i』CMソング、毎日放送『水野真紀の魔法のレストラン』エンディングテーマとしてタイアップされた。
- 松任谷正隆が司会を務めた「FUN」にて「カブトムシ」を絶賛。aikoをゲストに迎えた回でCDショップへ買いに行ったことを告白。人生で初めて購入した邦楽でもある
- 2020年2月25日、「カブトムシ」のミュージックビデオのフルバージョンがYouTube上にて公開され、2月26日からストリーミング・サービスで同曲を含む全曲の配信が解禁されたことを受け、3月には、Billboard Japan Hot 100で12位にまで上昇した[6]。

## 収録曲
全曲 作詞・作曲：AIKO　編曲：島田昌典
1. カブトムシ
2. 桃色
3. 恋人
4. カブトムシ（instrumental）

## カバー
- サザンオールスターズの桑田佳祐が2013年のAAAイベント『昭和八十八年度! 第二回ひとり紅白歌合戦』でカバー。また、2日目(2013年12月1日）にはサザンファンを公言しているaiko本人も観に来ていた事が「桑田佳祐のやさしい夜遊び」2013年12月14日放送分で明かされている。桑田は普段ライブでは著名人の観客や知り合いなどが来場するのを事前に知ると、意識してしまうので言わないでほしいとスタッフに言っていたため、aikoが来場することを事前に知らされていなかったが、客席の雰囲気で悟ったと述べている。
- 上白石萌歌 - 2017年、キリンビバレッジ「午後の紅茶」の新CM『おちつけ、恋心。』篇でカバー[7]。